# Alexandr Rogožkin
Alexandr Rogožkin (rusky Алекса́ндр Влади́мирович Рого́жкин; 3. října 1949, Petrohrad – 23. října 2021, Petrohrad) byl ruský filmový režisér.
V letech 1995–2002 byl oceněn státními cenami Ruské akademie filmových umění (Nika) pro nejlepšího ruského režiséra. Jeho komedie Svéráz národního lovu oceněná jako nejlepší ruský film roku 1995, byla v Karlových Varech nominována na Křišťálový glóbus a v Soči získala Velkou cenu. Válečné drama Kukuška / Kukačka (2002) získalo v Moskvě ocenění za nejlepší režii a nejlepší scénář, portugalského Stříbrného delfína a divácké ceny z festivalů v Selbu a San Franciscu.

## Filmografie
- Svéráz národního lovu (1995)
- Operace Nový rok (Operacija 'S novym godom', 1995)
- Svéráz národního rybolovu (1998)
- Hraniční přechod (1998)
- Svéráz národního lovu v zimě (2000)
- Kukačka (2002)
- Tranzit (Peregon, 2006)